# Hajime no Ippo
Hajime no Ippo (はじめの一歩 traducido al español como El primer paso?), también conocido como Espíritu de lucha en español, es un manga sobre boxeo creado por el autor Jyoji Morikawa (森川ジョージ) que además de ser un mangaka, es un mánager de boxeadores entre los que destaca Manabu Fukushima. El manga es publicado por la editorial Kōdansha, en la revista semanal Shūkan Shōnen Magazine. Este comenzó a publicarse en el año 1989 y cuenta con 143 volúmenes en la actualidad. El anime fue realizado por el estudio de televisión Madhouse bajo la dirección de Atoshi Nishimura. Se realiza su transmisión televisiva en el canal Nippon TV Network el 10 de octubre de 2000 hasta el 27 de marzo de 2002, con un total de 76 episodios sin contar el Blu-ray que incluye 1 episodio que no se emitió. Además, esta serie posee una película que continúa los 76 episodios titulada はじめの一歩: チャンピオンロード (Hajime no Ippo: Champion Road) y una OVA llamada はじめの一歩: 間柴vs木村 (Hajime no Ippo. Extra Round: Ryo Mashiba vs Tatsuya Kimura). Este anime fue licenciado en Estados Unidos por la compañía Geneon y su nombre en el occidente fue el de Fighting Spirit.
En una de las ediciones de la Shukan Shōnen Magazine se anunció la segunda temporada del anime de esta serie de boxeo, la cual se comenzó a emitir el día 6 de enero de 2009 bajo el nombre de Hajime no Ippo: New Challenger.
Hajime no Ippo: New Challenger (はじめの一歩: New Challenger, que significa El primer paso ¡Un nuevo Retador!) es la continuación del anime sobre boxeo creado por el autor Jyoji Morikawa (森川ジョージ). El productor de la serie es Jun Shishido, al igual que la primera entrega, para la realización del anime se encuentra a cargo el estudio Madhouse para la cadena de televisiva Nippon TV Network.
El número 34 de la revista Weekly Shōnen Magazine reveló el inicio de una tercera temporada para el anime, emitida el 5 de octubre de 2013
Jōji Morikawa admirador de boxeadores hispanoamericanos como Carlos Monzón (boxeador) donde hace homenaje en la temporada 1 capítulo (30, 31) en el primer encuentro entre el argentino vs Benvenuti (boxeador) cuando el de Sudamérica tenía sus manos lesionadas y supo definir el pleito por nocaut.
Otro púgil es Ricardo López (boxeador), más conocido como el "Finito López".

## Argumento
Hajime No Ippo
Ippo Makunouchi (幕之内 一歩 Makunouchi Ippo) es un chico muy reservado y muy tímido de 16 años que trabaja con su madre en un negocio familiar de botes para pesca llamado " Alquiler de botes makunouchi " Debido a ello él nunca tiene tiempo libre para dedicarse a los deportes o hacer amigos. Un día, mientras caminaba cerca de un puente camino a casa, unos abusones de su colegio (Masahiko Umezawa es líder del grupo) le comenzaron a propinar golpes por su particular olor a lombrices, pero es salvado por un famoso boxeador llamado Mamoru Takamura (鷹村 守 Takamura Mamoru), que después de ayudarlo decide llevarlo al gimnasio donde entrena (Kamogawa Boxing Gym 鴨川ボクシングジム) mientras recupera la consciencia. Después de eso, decide animarlo un poco haciendo que de golpes a un costal de arena. Al ver que Ippo tiene talento decide prestarle unos vídeos de los mejores KO de Mike Tyson. Cuando Ippo ve estos vídeos desea ser un boxeador profesional como Takamura con el objetivo de resurgir o renacer como lo hizo Tyson y desea saber "qué se siente al ser fuerte".
Hajime No Ippo:  New Challenger
La serie continua después de los hechos del anime, seguido de la película "はじめの一歩: チャンピオンロード" (Hajime no Ippo: Champion Road) y una OVA que continúa los hechos de la película llamada "はじめの一歩: 間柴vs木村" (Hajime no Ippo. Extra Round: Ryo Mashiba vs Tatsuya Kimura).
La saga de espíritu de lucha sigue, Ippo el actual campeón japonés peso pluma, defiende su título por primera vez (lo que paso en la película) luego transcurren hechos que se entera por sus amigos y el principal es que Date, el excampeón japonés peso pluma, enfrentaría a Ricardo Martínez (Campeón Mundial en esa categoría), Date ya había perdido anteriormente con este boxeador (fue su única derrota, y debido a ella Date se retiró) Date pierde y termina muy malherido, es entonces que es llevado al hospital y le dice a Ippo que es su turno para derribar el muro que él no pudo sobrepasar, con esto Ippo se ve envuelto en varias defensas del título del peso pluma de Japón. El clímax de la serie se da con el combate del Título Mundial Superwelter (Medio Junior) de la WBC de Takamura, el cual Takamura lo obtiene después de un increíble pelea contra el campeón.
Luego Takamura deberá defender tres veces su título e irá avanzando posiciones para retar al campeón mundial.
Hajime No Ippo: Rising
Es la continuación de New Challenger. Básicamente se centra en la defensa del título de la JBC categoría peso pluma de Ippo Makunouchi contra Sawamura Ryuuhei y del título de la WBC categoría peso mediano de Takamura Mamoru contra el estadounidense David Eagle. Esta temporada constó de 25 capítulos. El 30 de marzo de 2014 se emitió el 25 y último de esta temporada.

## Personajes
- Ippo Makunouchi

En el inicio de la serie Ippo es un chico de 16 años estudiante de secundaria. Él es una persona amable y reservada a la que no le gusta la lucha, debido a que había sido intimidado desde la escuela primaria. Él tiene un cuerpo robusto y unas piernas estables gracias a años de trabajo en la tienda de pesca familiar, y posee un gran valor contra todos los enemigos. A pesar de su fuerza y coraje, Ippo se comporta más bien manso fuera del ring y, a menudo, se humilla en torno a sus rivales. Por ejemplo, a pesar de que ha derrotado tanto a Ryo Mashiba como a Takeshi Sendo, le teme a Mashiba, y trata de evitar una segunda discusión con Sendo y una tercera revancha cuando esté alrededor. También siguió siendo intimidado por Masahiko Umezawa, su ex matón, mucho tiempo después de haber comenzado a boxear. Él tiene un gran respeto por su compañero Mamoru Takamura y por el excampeón peso pluma de Japón Eiji Date a quien le sorprendió que el campeón Mundial Peso Pluma Ricardo Martínez le pidiera que luchara contra él. Su sueño es poder enfrentarse un dia a Ichiro Miyata en el ring como profesionales, razón por la que los demás los denominan como eternos rivales. A pesar de estos sentimientos hacia otros boxeadores, parece también ver a unos y a otros como amigos e Ippo incluso se refiere a Miyata como Miyata-kun. Ippo sabe mucho sobre Miyata, la gente tiende a llamarlo un "Miyata Otaku", que significa "Fanático de Miyata". Al mismo tiempo, Ippo aspira ser igual a Takamura en términos de fuerza. Su apodo le es dado después de la pelea contra Jimmy Sisphar, apodo que se asemeja al de Miyata, el dios del viento.
- Mamoru Takamura

Es un boxeador veterano que introduce a Ippo en el deporte después de rescatarlo de unos matones. Dotado de una capacidad física increíble, él es uno de los pocos boxeadores japoneses que lograron llegar a la etapa mundial. A consecuencia de su habilidad increíble, Takamura tiene un ego igualmente grande y sólo se la pasa en calumniar a sus enemigos, compañeros de equipo, y hasta al entrenador Kamogawa. Él es el hijo rebelde de una familia que dirige una exitosa línea grande de hoteles y resorts japoneses, y era un verdadero alborotador hasta que el entrenador Kamogawa logró sacarlo de una vida de violencia de la calle. Actualmente, Takamura tiene un registro de 21-0-0, con 21 KOs, y es el campeón defensor de peso medio de la WBC, y excampeón de peso medio junior (o superwelter) de la misma. Él toma su orgullo de la ayuda de sus amigos y boxeadores del mismo tipo, sobre todo Ippo, a quien él ha tomado personalmente bajo su protección. Su aspiración actual es triunfar en las cuatro siguientes categorías por el peso pesado, llegando a conquistar así las seis máximas categorías del boxeo profesional.
- Tatsuya Kimura (木村 達也 Kimura Tatsuya?)

Es un miembro más del gimnasio Kamogawa, de 19 años de edad (al comienzo de la serie). Desde mucho tiempo es muy amigo de Aoki, y posteriormente se hace de Takamura e Ippo. Este al principio pensaba que Ippo no tendría las aptitudes para ser un boxeador profesional, haciéndole la vida imposible junto con Aoki, pero dentro de poco tiempo lo aceptó. Su estilo de lucha es muy ortodoxo con buen juego de piernas y bastante agilidad con lo que compensa su falta de fuerza en los puños. Su golpe más efectivo es el golpe del "Pez Dragón", pero para realizarlo tiene que cambiar su postura y moverse como un cuerpo a cuerpo, un estilo que no es. Una vez luchó contra Ryo Mashiba por el título japonés de peso Ligero Junior. Trabaja en una tienda de flores de su familia.
- Masaru Aoki (青木 勝 Aoki Masaru?)

Es otro miembro del gimnasio Kamogawa, De 19 años (al comienzo de la serie) es el mejor amigo de Kimura, además de Takamura e Ippo. Es un hombre que no tiene mucho talento para el boxeo ya que usa movimientos muy únicos y además cómicos, como el "Double Punch" (Golpe Doble) y el "Frog Punch" (Salto de Rana). El trabaja en una tienda de fideos japoneses y es muy bueno cocinando. Tiene un gusto por las mujeres que son "menos agraciadas físicamente" debido a que su novia del instituto como era guapa acabó poniéndole los cuernos. En su época de delincuente tenía una tendencia a tocarse "el paquete". Al igual que Kimura y Takamura el siempre va a ver a Ippo en sus peleas, además de hacerle la vida imposible junto a Kimura. Su categoría es el peso ligero. Al igual que Kimura, ha tenido un combate por el título japonés de peso Ligero contra Imae Katsutaka.
·Itagaki Manabu.
Boxeador más joven del gimnasio Kamogawa. Se unió debido a que su ídolo Ippo Makunaochi lucha allí.Es un out-boxer aunque en la pelea por el título de los novatos luchó como un infighter. Pertenece a la clase de peso pluma.Actualmente posee el puesto 1 de la JBC y el 4 de OPBF
- Genji Kamogawa

Es el entrenador principal y fundador del gimnasio Kamogawa. Él luchó como un boxeador profesional en Japón poco después del final de la Segunda Guerra Mundial. Junto con sus amigos, Ginpachi Nekota y Dankichi Hama, Kamogawa desarrolló un estilo de pelea que probablemente llegó a ser el precursor del boxeo en Japón y enfatizó la teoría científica en sus técnicas. Como entrenador, la riqueza de conocimiento y experiencia de Kamogawa ha sido tocada en ocasiones múltiples durante la formación así como en combates. Aunque él raramente lo admita en voz alta, él está muy orgulloso de sus dos mejores boxeadores, Takamura e Ippo.
- Kumi Mashiba

Es la hermana de Ryo Mashiba y el gran amor de Ippo. Luego de conocerla mientras entrenaba, se dio cuenta de que trabajaba en una panadería a la cual iba luego de terminar sus rutinas de ejercicios. Luego de que Ippo dejara de tener contacto con ella puesto que abandonara el cargo y ejerciera como enfermera en un hospital, pudo conocer a Ippo luego de que cayera herido tras un combate. Tras una cita grupal ideada por Takamura y sus amigos con otras enfermeras del hospital, incluida Kumi, Ippo pudo conocerla mejor y tener más ocasiones de verla tanto en citas como en combates y gimnasio. Al parecer, Kumi también siente interés por Ippo, pero, dada la timidez de ambos, no se han podido dar a conocer sus reales sentimientos.
- Ichiro Miyata

Es el gran rival de Ippo, pelean por primera vez cuando Ippo es un novato e Ippo gana la pelea, juran pelear en la final de novatos de Japón pero miyata no logra llegar a la final, lo que provoca que se vaya del país en busca de mejorar su nivel.

## Película
Hajime no Ippo - Champion Road. Salió el año 2003 con duración de 90 minutos.tedi

## OVA
Hajime no Ippo - Mashiba vs. Kimura. Salió el año 2003 con una duración de 60 minutos.

## Banda sonora
```
GRUPO 5
```

Openings
1. Episodios 1 al 25 "Under Star" por Shocking Lemon. Duración 4:35 min
2. Episodios 26 al 52 "Inner Light" por Shocking Lemon. Duración 5:06 min
3. Episodios 53 al 76 "Tumbling Dice" por Tsuneo Imahori. Duración 1:19 min
4. Episodios 1 al 26 (New Challenger) "Hekireki" por Last Alliance. Duración 4:10 min
5. Episodios 1 al 25 (Rising) "Yakan Hikou" por Wasureranneyo. Duración 4:43 min

Endings
1. Episodios 1 al 25 "Yuuzora no Kamihikouki" por Naoya Mori. Duración 5:06 min
2. Episodios 26 al 52 "360°" por Naoya Mori. Duración 4:28 min
3. Episodios 53 al 76 "Eternal Loop" por Saber Tiger. Duración 8:42 min
4. Episodios 1 al 26 (New Challenger) "8 am" por Coldrain. Duración 3:30 min
5. Episodios 1 al 25 (Rising) "Buchikome!!" por Shikuramen. Duración 3:44 min